# Solaris InterUrbino
De Solaris InterUrbino is een bus geproduceerd door de Poolse busfabrikant Solaris. De bus werd geïntroduceerd in 2009 op een beurs in de Kielce Transexpo in de Poolse stad Kielce. De bus is een streekbus voor de lange afstanden, is gebaseerd op de Solaris Urbino en is de opvolger van de Solaris Valletta.

## Inzet
De bus komt niet voor in Nederland, maar in Polen rijden enkele demomodellen rond. Daarnaast rijden er in Servië enkele bussen op streekdiensten.
| Land   | Bedrijf | Serie     | Aantal | Inzet            | Opmerkingen |
| ------ | ------- | --------- | ------ | ---------------- | ----------- |
| Servië | Lasta   | 7500-7501 | 2      | Omgeving Beograd |             |

## Externe link

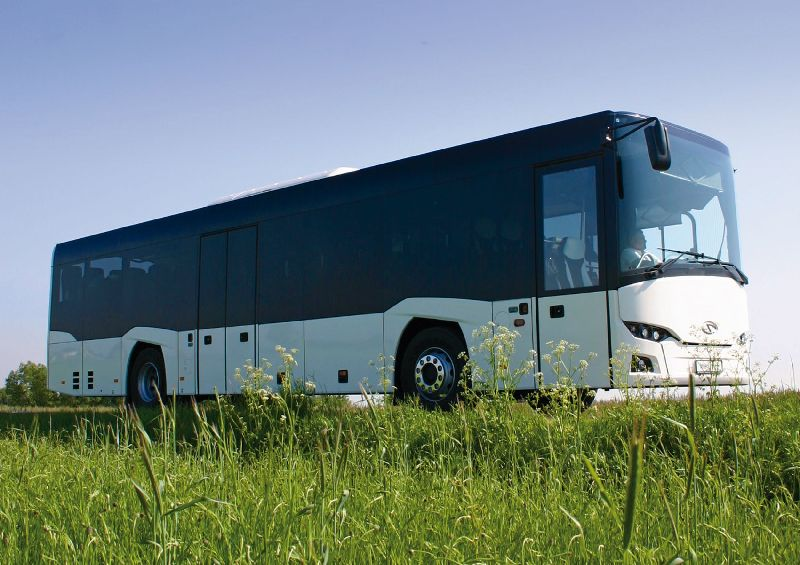
InterUrbino 12
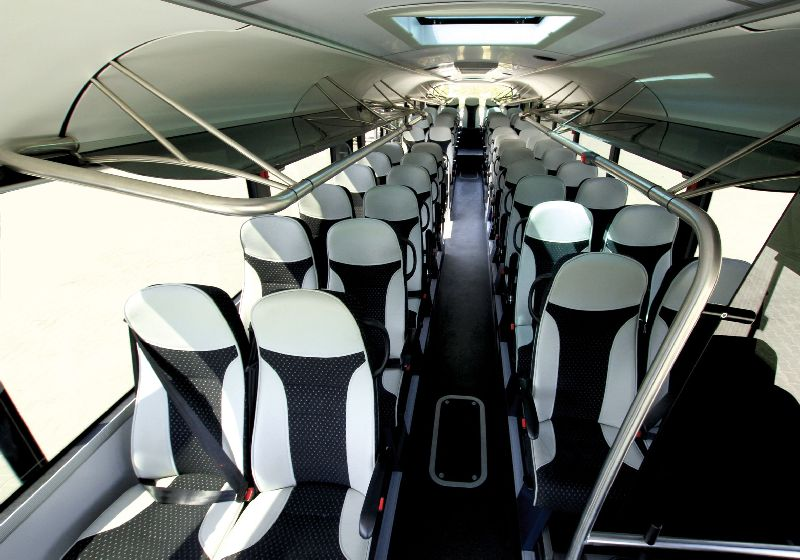
Interieur van de Solaris InterUrbino 12
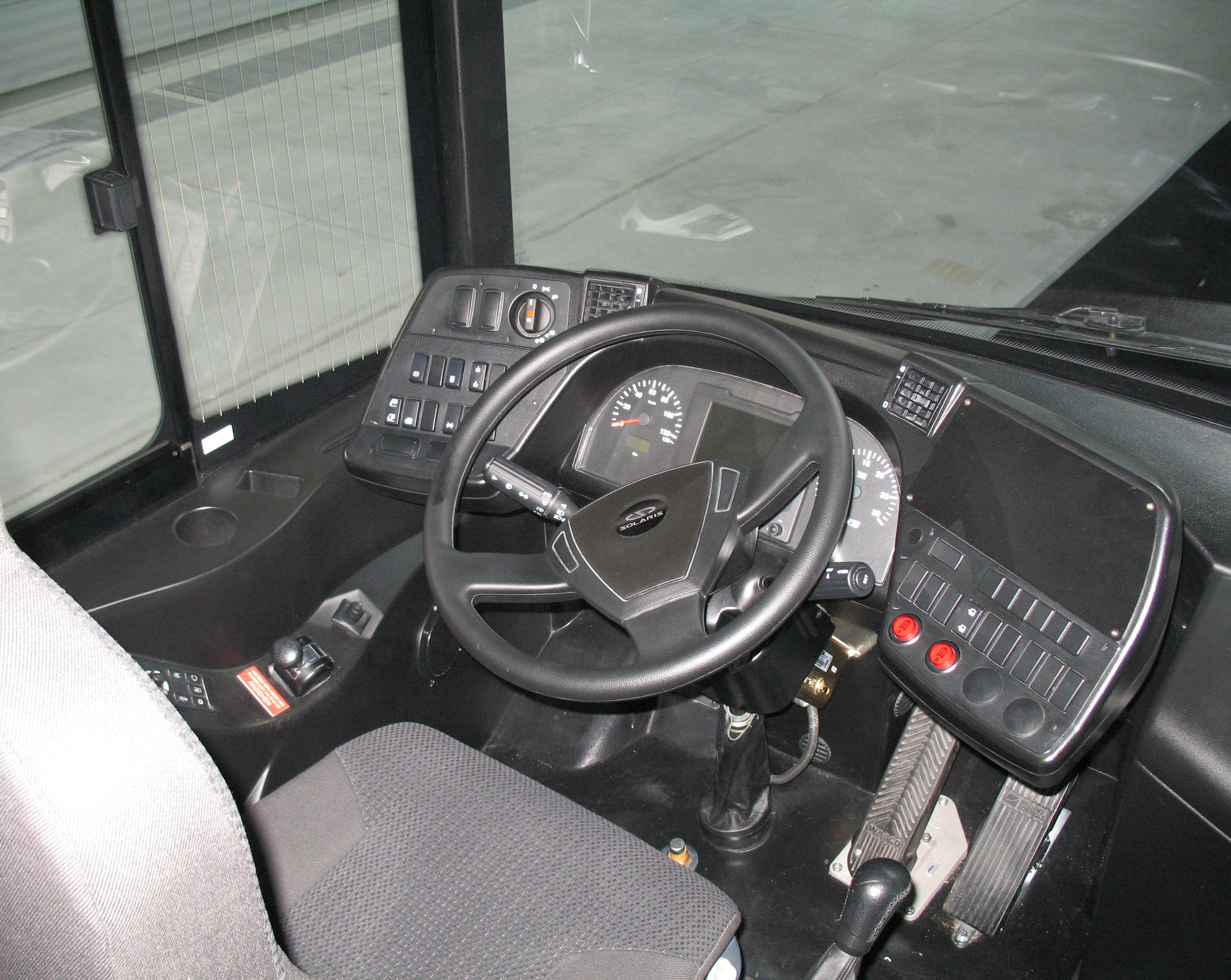
Bestuurdersplaats van de Solaris InterUrbino 12
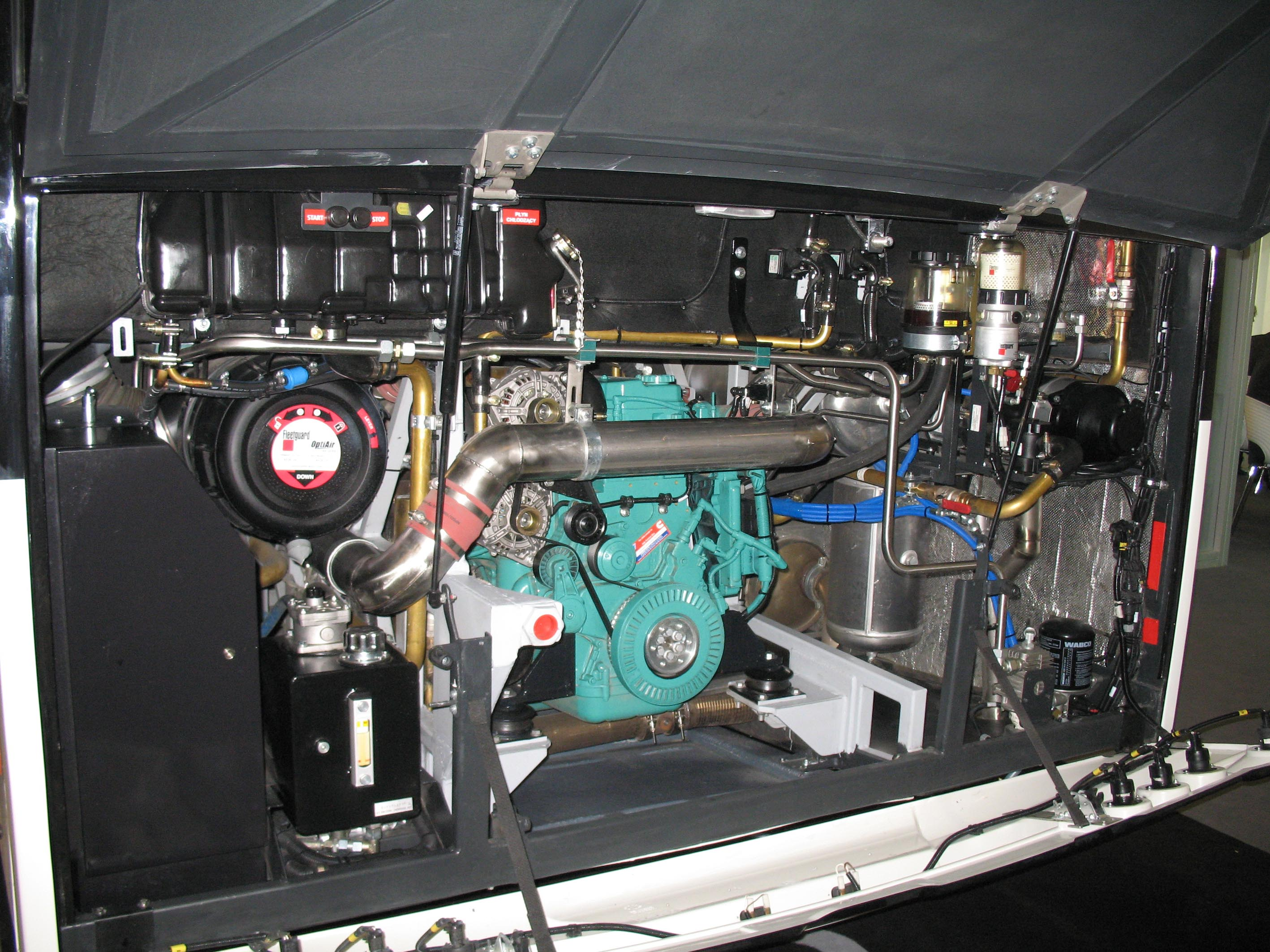
Motor van de Solaris InterUrbino 12